# Universalis Cosmographia

Universalis Cosmographia (1507).

Universalis Cosmographia o Planisferio de Waldseemüller es un planisferio publicado bajo la dirección del cartógrafo Martin Waldseemüller en Saint-Dié e impreso en Estrasburgo en 1507, en el que por primera vez se utiliza el nombre de «América», tal como descubrió Alexander von Humboldt, para denominar lo que hoy se conoce como América del Sur, al considerar a Américo Vespucio descubridor del nuevo continente y que más tarde Gerardus Mercator en su mapa de 1538 extendería el nombre a todo el continente. Titulado Universalis Cosmographia Secundum Ptholomei Traditionem et Americi Vespuci Aliorumque Lustrationes (Un dibujo de toda la Tierra siguiendo la tradición de Ptolomeo y los viajes de Américo Vespucio y otros), el planisferio acompañaba a un pequeño tratado de geografía titulado Cosmographiae Introductio.

## El tratado de geografía

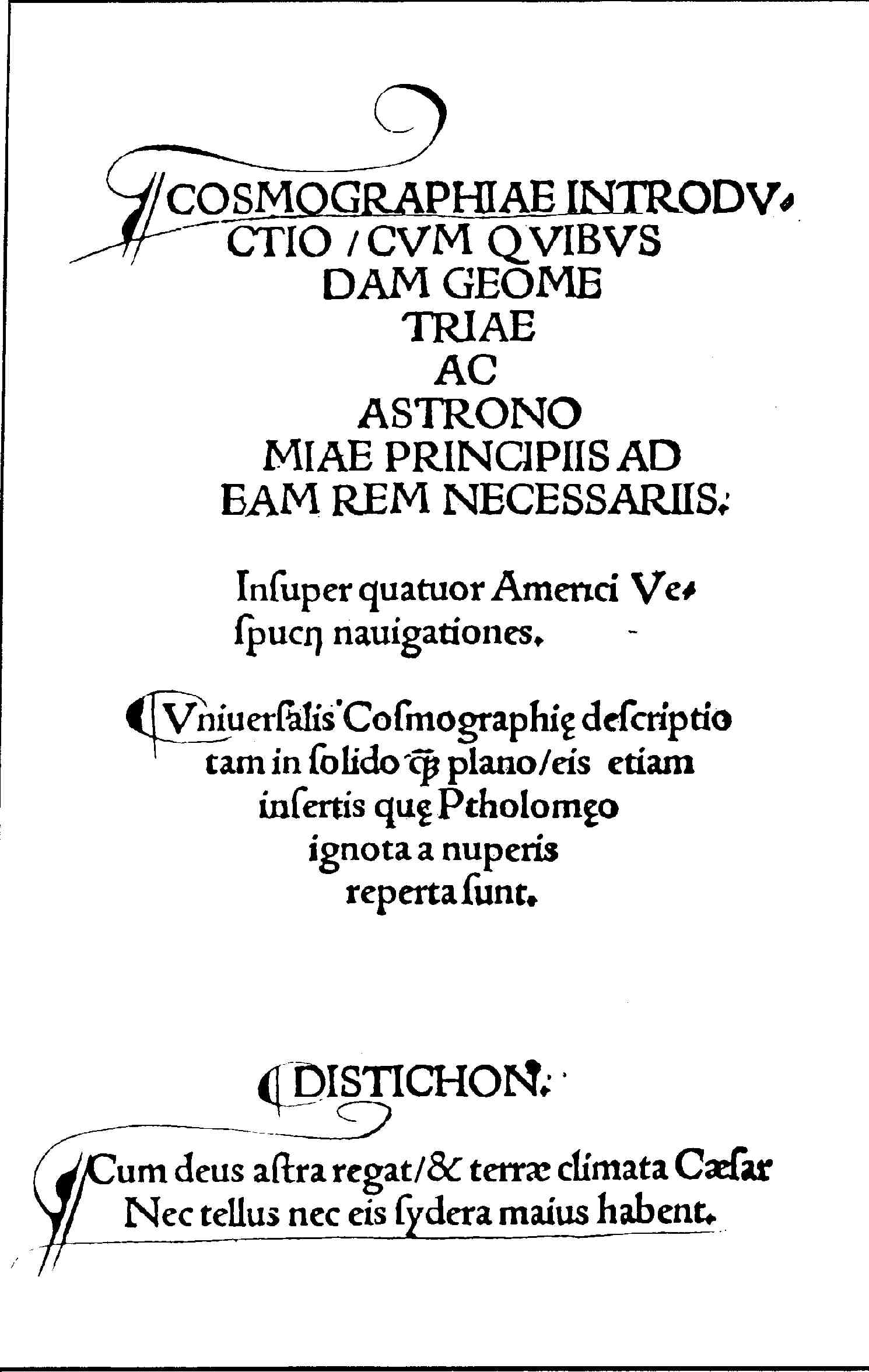
Portada de la Cosmographiae Introductio.

Se trata de un pequeño libro de cincuenta y dos hojas, cuyo título completo es Cosmographiae introductio cum quibusdam geometriae ac astronomiae principiis ad eam rem necessariis. Insuper quatuor Americi Vespucii navigationes. Universalis Cosmographiae descriptio tam in solido quam plano, eis etiam insertis, quae Ptholomaeo ignota a nuperis reperta sunt, del que se hicieron al menos cuatro ediciones en Saint-Dié tras la primera de 1507. 
Consta de dos partes:
- En la primera, sus autores, Vautrin Lud, Nicolas Lud, Mathias Ringmann, Martin Waldseemüller y Jean Basin, explicaban la necesidad de reeditar y revisar la Geographia de Ptolomeo. Es aquí donde proponían bautizar al nuevo continente con el nombre de «América» en homenaje a Americo Vespucio: «y yo no veo nada que nos impida llamarla, razonablemente, tierra de Américo, por el nombre de su genial descubridor, o simplemente América, ya que también Europa y Asia han recibido su nombre de mujeres».

- La segunda está dedicada a la traducción al latín, hecha por Jean Basin, de los cuatro viajes de Américo Vespucio, obra de dudosa autoría. Waldseemüller reconocía de este modo la contribución del navegante y cartógrafo florentino en la concepción del Nuevo Mundo como un continente separado de Asia.

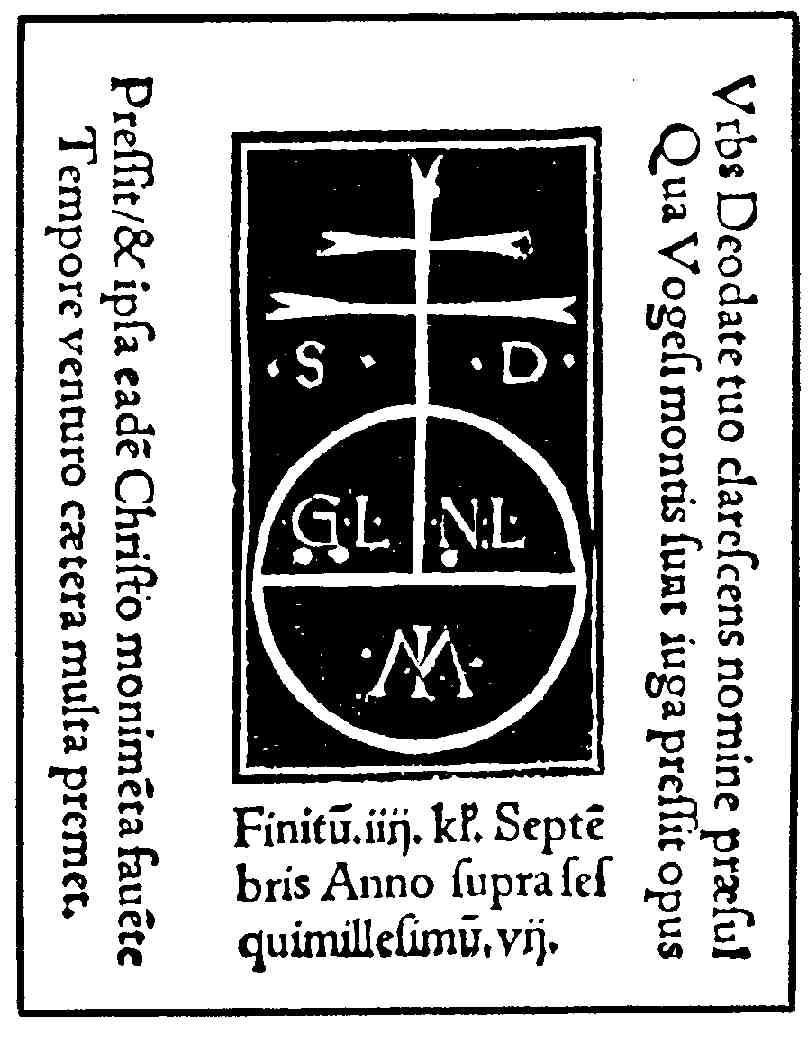
Marca de impresor de Saint-Dié-des-Vosges.

## El planisferio que dio nombre a América

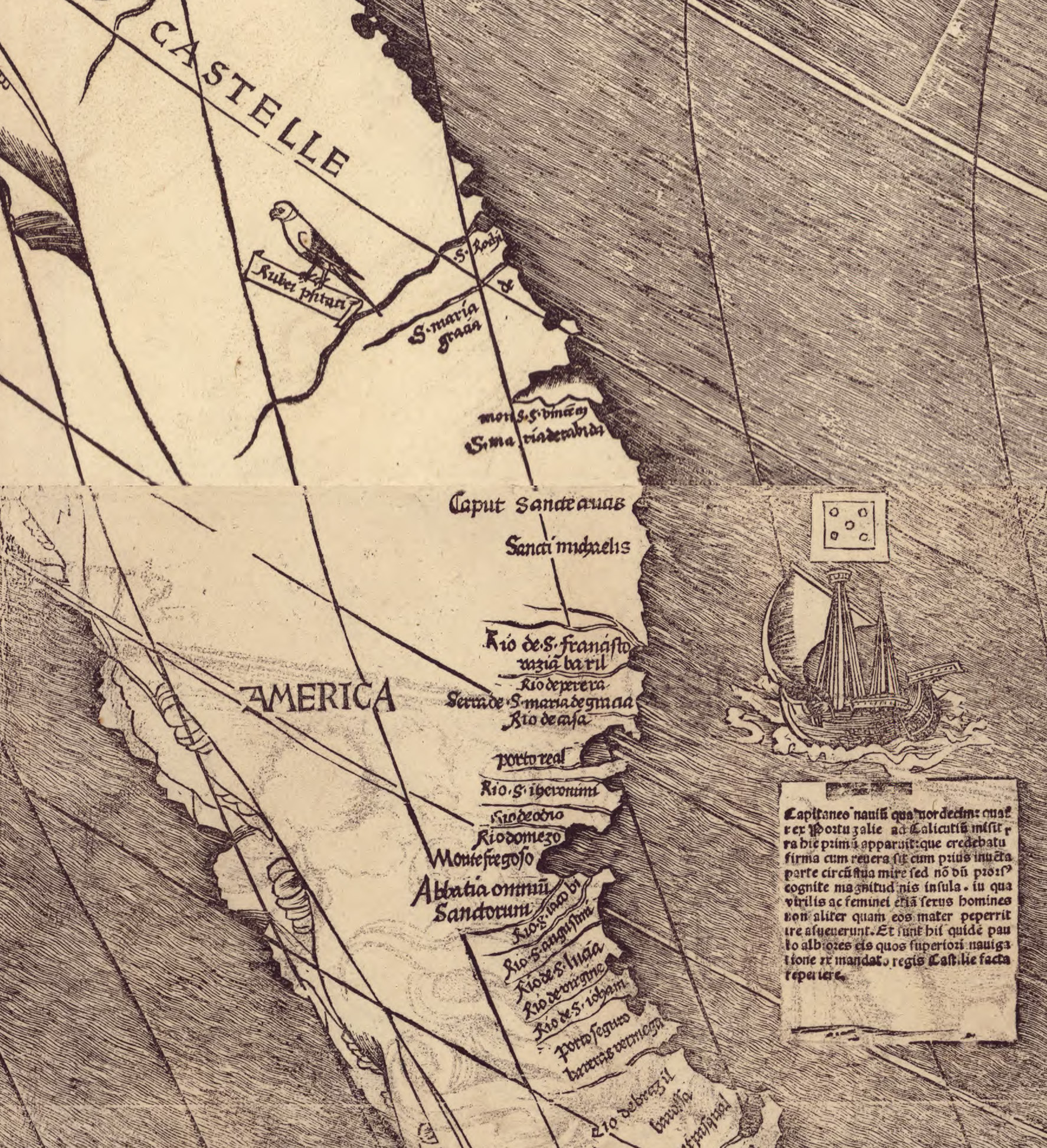
Detalle con el nombre «AMERICA».

El planisferio de Waldseemüller es una obra de gran formato (1290 x 2320 mm), grabada en xilografía e impresa en doce hojas separadas de 430 x 590 mm cada una con objeto de formar con ellas un mapamundi mural no coloreado. Fue elaborado en el Gymnasium Vosagense de Saint-Dié bajo la dirección de Martin Waldseemüller e impreso en 1507 con el título Universalis cosmographia secundum Phtolomaei traditionem et Americi Vespucii aliorumque lustrationes.
El conjunto representa el orbe terrestre mediante una modificación de la proyección cónica de Ptolomeo, en la que los meridianos son líneas curvas y los paralelos forman líneas concéntricas. Tiene forma cordiforme (de corazón), coronado por dos medallones con sendos hemisferios: junto al de la izquierda, ocupado por Asia, África y Europa, se dibuja a Ptolomeo, y en el de la derecha, con la representación de América, aparece el retrato de Américo Vespucio.
Aunque el mapa, según se afirma en el mismo, sigue la tradición ptolemaica, rompe con ella al introducir el nuevo continente totalmente separado de Asia y rodeado de agua, en contra de la opinión de Cristóbal Colón. En la parte correspondiente a América del Sur va anotado el nombre de América, explicándose en una cartela situada en la parte superior el motivo por el que se da ese nombre a este nuevo continente.  No lo llamó en masculino 'Américo' porque los otros nombres de los continentes en latín son femeninos.
La representación de las costas americanas es, necesariamente, tan sólo aproximada. Waldseemüller sólo podía contar con otras cartas marinas, como la de Caverio, que parece haber sido su fuente principal, en las que las costas occidentales del continente no se dibujaban, al no haber sido explorada aún más que la costa atlántica y ello solo de forma parcial. En consecuencia, el problema que plantea el desconocimiento de la costa del Pacífico se resolverá por medio de dos trazos casi rectilíneos formando la costa oriental de América del Sur, anotando en paralelo a ellos: «Terra Vltra Incognita», y en América del Norte acercándose a la línea del meridiano correspondiente.  
En el mapa principal América aparece dividida en dos continentes, separados por un estrecho, mientras que en el medallón situado junto al retrato de Vespucio se representa como un único continente. Cuba, que lleva el nombre de «Isabella», se dibuja ya como una isla al igual que en mapas anteriores, como el de Juan de la Cosa.

## Historia
El planisferio, del que se hicieron un millar de ejemplares, obtuvo un éxito enorme desde el primer momento, difundiéndose sus copias por Europa. Así, aunque más tarde su autor parece haberse arrepentido de atribuir el descubrimiento a Vespucio y en 1513 publicó otro mapa, llamado «Terre Nove», dedicado exclusivamente a América, en el que sustituía el nombre de América por el de «Terra Incognita», añadiendo en una nota aclaratoria que «esta tierra y las islas adyacentes fueron descubiertas por el genovés Colón, por mandato del rey de Castilla», no tardó en generalizarse el nombre repetido en mapas que copiaban o se inspiraban en el de Waldseemüller. 
En 1512 apareció en Cracovia la Introductio in Ptholomei Cosmographiam de Jan Ze Stobnicy en la que se reproducía el mapa pequeño de la Universalis Cosmographia. Perdidos todos los ejemplares del planisferio de Waldseemüller, el de Stobnicy fue considerado el más antiguo de los mapas que representaban a América como un continente independiente, hasta que en 1901 se descubrió en el castillo de Wolfegg, en Alta Suabia, el único ejemplar actualmente subsistente, que en el siglo XVI había pertenecido a Johann Schöner, un astrónomo y fabricante de globos terrestres de Núremberg. En 2003 este ejemplar único del mapa de Waldseemüller fue adquirido por la Biblioteca del Congreso de los Estados Unidos por 10 millones de dólares.

## El primer globo terráqueo con el nombre de América

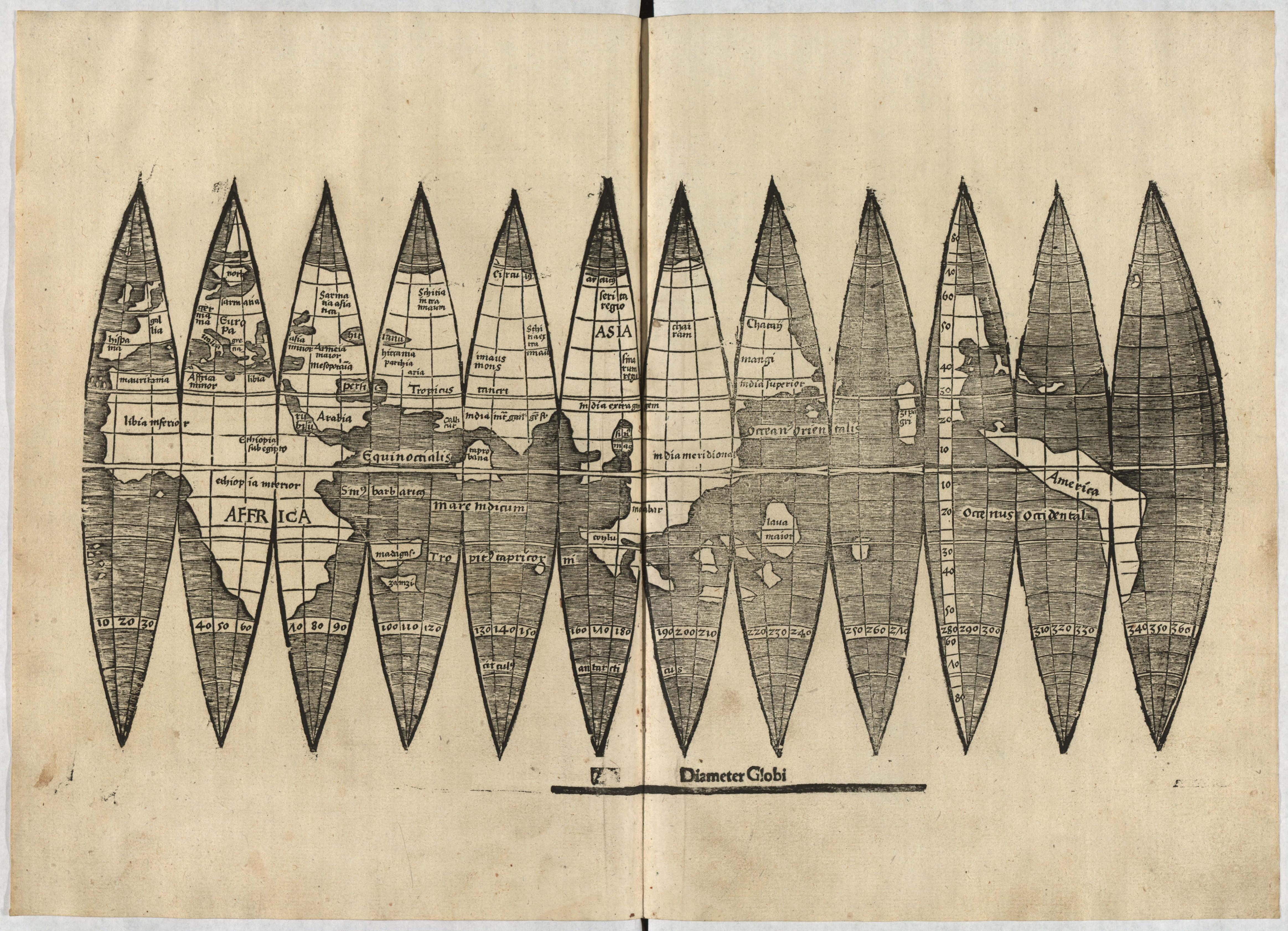
Globo terráqueo de la Ludwig-Maximilians-Universität de Múnich.

Waldseemüller publicó probablemente el mismo año y acompañando también al tratado de geografía, una hoja recortable donde el planisferio se presenta segmentado en forma de gajos a fin de componer con ellos una pequeña esfera. En él figura asimismo el nombre de «América» como denominación del nuevo continente, pero la disposición del «occeanus occidental» al oeste de América del sur hace que su localización resulte confusa. 
Se conservan de él cinco copias, todas ellas íntegras. La primera de estas hojas en ser descubierta, en 1871, se encuentra actualmente en la biblioteca James Ford Bell de la Universidad de Minnesota. Otra, hallada dentro de un atlas de Ptolomeo, se encuentra en Múnich en la biblioteca nacional de Baviera. Un tercer ejemplar fue descubierto en 1992, encuadernado en una edición de las obras de Aristóteles en la biblioteca pública de Offenburg. El cuarto ejemplar conservado salió a la luz en 2003 después de que su propietario leyese en el periódico un artículo sobre el mapa de Waldseemüller. Fue subastado en Charles Frodsham & Co. por 1.002.267 dólares, el precio más alto pagado por un mapa de una hoja.
El último en aparecer, con ligeras variantes respecto de los anteriormente conocidos, fue presentado en julio de 2012, localizado en la biblioteca de la Universidad Ludwig Maximilian de Múnich, que ha publicado una versión digital.